# Oyem
Oyem je četvrti po veličini grad u Gabonu. Sjedište je provincije Woleu-Ntem i departmana Woleu. Nalazi se na sjeveru države, 80 km jugoistočno od tromeđe Ekvatorska Gvineja-Kamerun-Gabon i 410 km sjeveroistočno od glavnog grada, Librevillea. Leži na rijeci Ntem, koja protječe kroz Gabon i u Kamerunu se ulijeva u Atlantski ocean.
Oyem je administrativni i prometni centar okolnog poljoprivrednog područja. Kakao i kava glavni su proizvodi koji se izvoze preko kamerunskih luka Kribija i Douale. Također se proizvode guma i krumpir. U prosincu 2004. godine ovdje je izbila epidemija trbušnog tifusa, koja se kasnije proširila na veći dio države.
Prema popisu iz 1993. godine, Oyem je imao 22.404 stanovnika.